# Cardamine regeliana
Cardamine regeliana är en korsblommig växtart som beskrevs av Friedrich Anton Wilhelm Miquel. Cardamine regeliana ingår i släktet bräsmor, och familjen korsblommiga växter. Inga underarter finns listade i Catalogue of Life.